# Туркменский ковёр

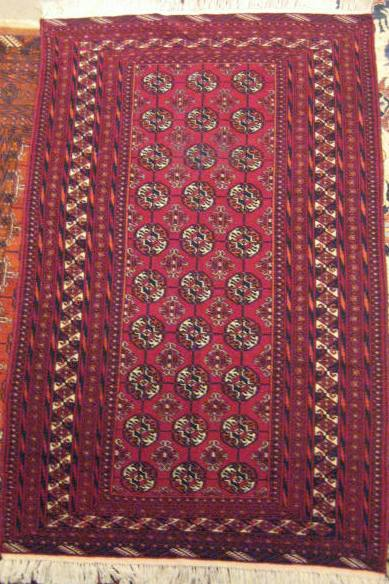
Туркменский ковёр

Туркменский ковёр (туркм. Türkmen haly) — ковёр ручной работы, производимый туркменами. Помимо Туркменистана, большое количество ковров производится этническими туркменами в Иране, Пакистане, Афганистане, Узбекистане и Таджикистане, проживающими в этих странах в большом количестве. Отличительной особенностью туркменских ковров являются красота, прочность и долговечность. На международном рынке ковров ручной работы, туркменские ковры выделены в особую группу благодаря своим высоким художественным и техническим качествам, сделавших их уникальными. В Туркменистане, ковёр утверждён как один из национальных символов, объявлен государственным достоянием.
Исследователи Востока в своих трудах отмечают, что туркменское ковроткаческое искусство, будучи не менее древним, чем персидское, появилось именно на территории Туркменистана, развиваясь самостоятельно, а ножи для обрезания ворсовой нити ковров появились здесь уже в конце III тыс. до н. э.. Отличительными особенностями туркменских ковров является характерный орнамент, уникальная техника, чистота красок и прочность полотна, а также симметрия фигур, изображенных на ковре, благодаря которым туркменский ковер невозможно перепутать с коврами других народов.

## История

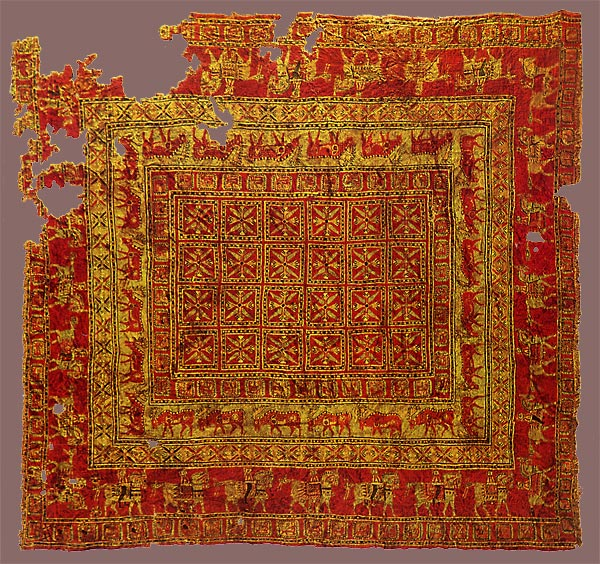
Пазырыкский ковер — самый ранний из обнаруженных прототуркменских ковров

Орнаменты туркменского ковра ведут свое происхождение от узоров, изображенных на древней глиняной посуде Южного Туркменистана, датируемой рубежом IV-III тыс. до н. э., и получившей название керамики гёксюрского стиля. Геометрический орнамент данной керамики: кресты, ступенчатые пирамиды, зигзаги – полностью схожи с узорами туркменских ковров, в частности, ковров с салорским орнаментом: 
«...Именно туркменские ковры обнаруживают большое сходство в своих орнаментах с рисунками древней местной керамики и вместе с тем отличаются от ковров персидских и кавказских. ...Туркменские ковры имеют густой, ярко-красный фон, по которому нанесен орнамент. То же наблюдается и на древней южнотуркменистанской посуде, которая имеет красную фоновую облицовку.»
Древнейший сохранившийся ковёр датирован V веком до н. э. и принадлежит пазырыкской культуре. Числовые значения пазырыкского ковра показывают поразительные генеалогические параллели с огузо-туркменскими легендами: 
«Однако, если сравнить друг с другом ковры кочевников и сельских жителей Ближнего Востока и Центральной Азии и найти параллели с пазырыкским ковром, окажется, что туркменские напольные ковры наиболее близки к пазырыкским коврам по чертам, которые отличают их от кавказских, персидских и турецких ковров. Красный цвет доминирует как на пазырыкском ковре, так и на туркменских изделиях. У туркмен монохромное впечатление усиливается тем фактом, что красный цвет является не только основным цветом внутреннего поля и, в основном, границей, но и доминирующим цветом узора. ...».

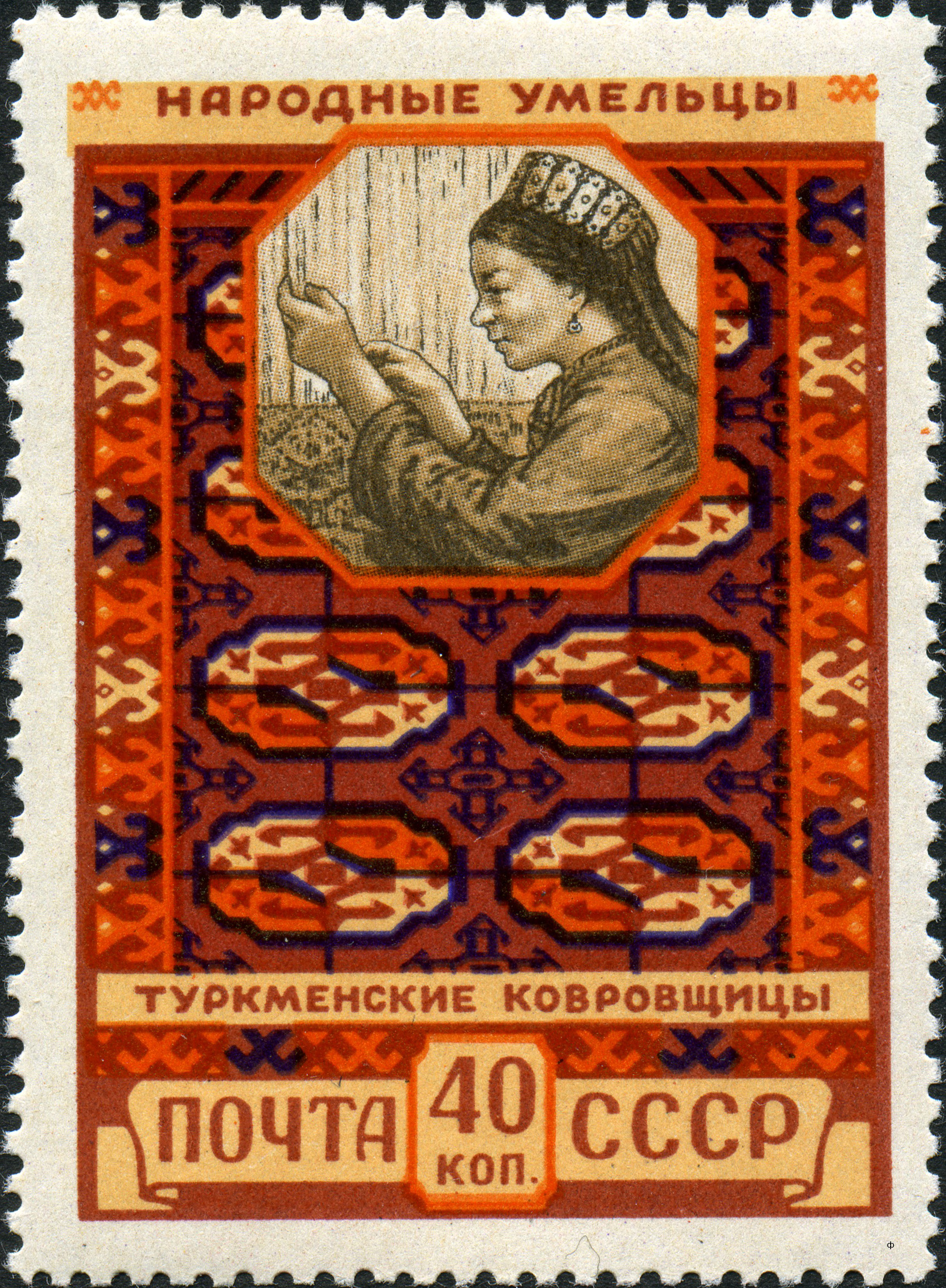
Почтовая марка СССР, 1958 год. Туркменские ковровщицы

Эта генеалогия показана в том, как узоры ковра разделены на 24 племени, где слева и справа изображены группы по 12 племен в каждой. Согласно произведению Рашид-ад-Дина «Джами ат-Таварих», а также историческому труду Абу-л-Гази «Родословная туркмен», у древнего основателя племен огузов (туркмен) Огуз-хана было шестеро сыновей, у каждого по четыре сына, при этом внуки Огуз-хана стали основателями 24-х древнейших огузских (туркменских) племен. Как упоминается в «Исторических записках» Сыма Цяня, такая-же схема разделения государства была характерна для военно-административной реформы главы империи Хунну шаньюя Модэ (209/206-174 гг. до н.э.), которая, в свою очередь, произошла от разделения огузов на 24 племени времен Огуз-хана. Известный советский историк и археолог С.П.Толстов отмечает, что данная схема была «сохранена приаральскими гуннами, кидаритами-эфталитами и унаследована их потомками — племенами огузского союза X— XI вв. и, наконец, туркменами XIX — начала XX в...». Туркменский историк О.Гундогдыев указывает на совпадение орнаментов пазырыкского ковра с узорами туркменских ковров и кошм, а также о традиционном изображении различных домашних животных на туркменских коврах, которые также имеются и на пазырыкском ковре. Также узлы, примененные при создании пазырыкского ковра, совпадают с узлами туркменскх ковров. Известный турецкий историк Неджат Диярбекерли также указывает на огузо-туркменское происхождение пазырыкского ковра.     

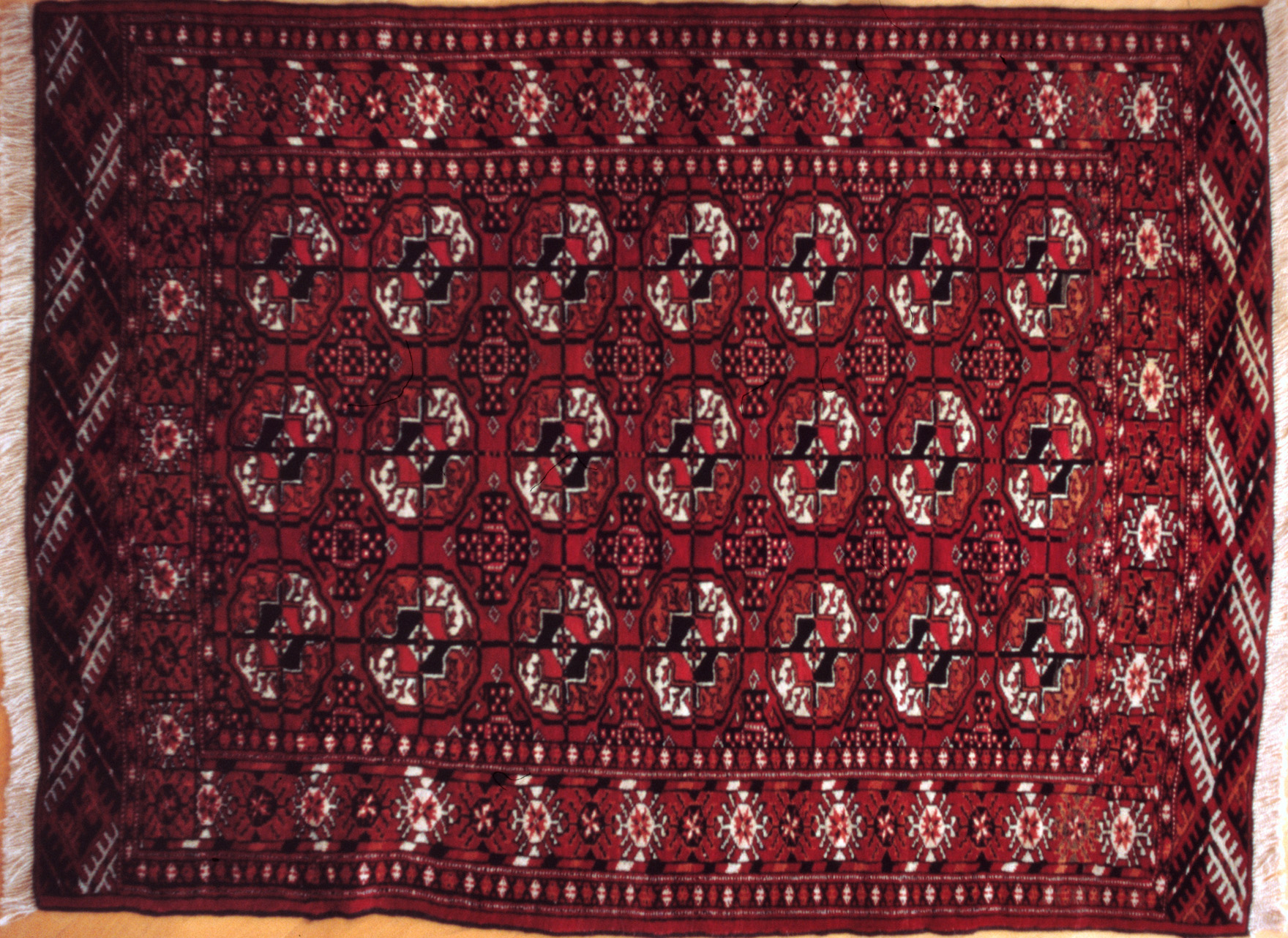
Туркменский ковёр с текинским орнаментом

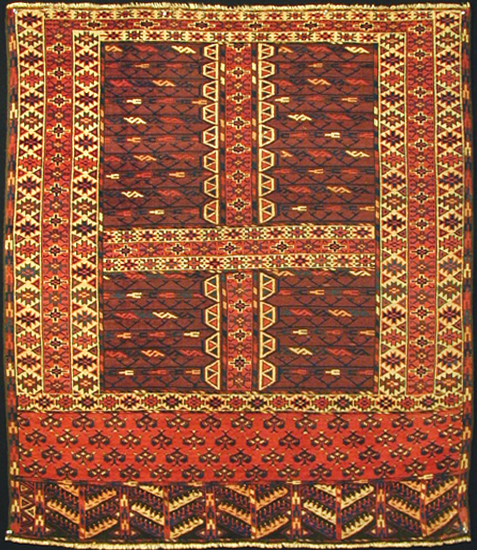
Туркменский ковёр с йомудским орнаментом

Туркменские ковры под именем парфянских, персидских и бухарских известны в разных странах мира. В то же время некоторые исследователи отличают геометрический характер туркменских (бухарских и пазырыкских) ковров от растительного орнамента персидских аналогов.
Известный итальянский путешественник Марко Поло, побывавший в XIII веке в местах обитания туркмен, в XXI главе своей «Книги о разнообразии мира», повествующей о его путешествии по Азии, говоря о быте туркмен, пишет, что туркменами изготавливаются «самые тонкие и красивые в мире ковры».  

Туркменские ковры производились в древности туркменским племенами для различных целей, в том числе для юрт, дверных завесов и мешков различных размеров. Они были сделаны полностью из шерсти, с геометрическими узорами, которые варьировались от племени к племени. Самыми известными племенами являются текинцы, йомуды, эрсари, сарыки и салыры. До 1910 года на этих коврах использовались растительные и другие природные красители для получения насыщенных цветов. Туркменский ковёр являлся символом власти и достатка и, как утверждают некоторые источники, нёс сакральное значение.

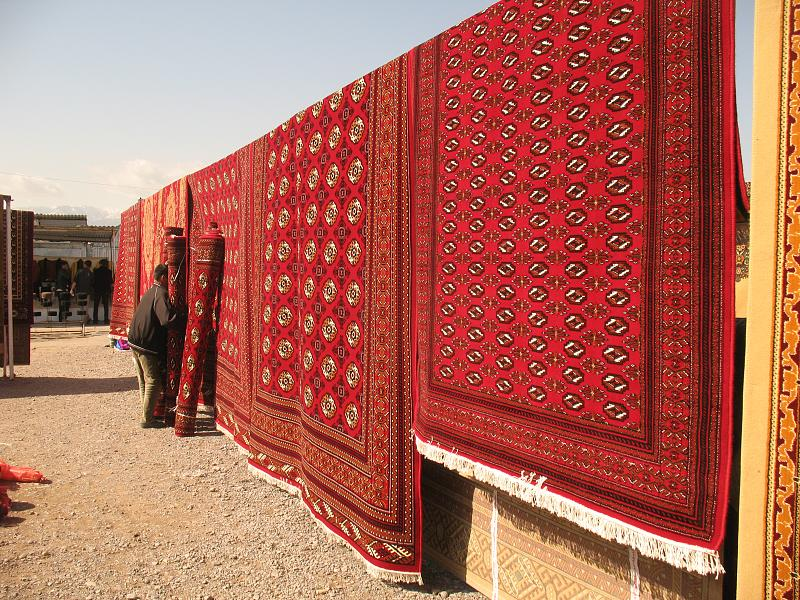
Туркменские ковры на базаре

### Современное ковроткачество
В конце XX века ковроткачество в Туркменистане становится одной из важных отраслей экономики. Среди современных туркменских ковров выделяется самый большой в мире ковёр ручной работы общей площадью 301 м², который соткан в 2001 году, а в 2003 году занесён в книгу рекордов Гиннеса.
Если сегодня ковёр выступает лишь как украшение стен или пола, то в древние времена коврами утепляли стены и пол юрты, разделяли помещения и украшали верблюдов и лошадей.

#### День туркменского ковра
В 1992 году «День туркменского ковра» официально получил статус государственного праздника, национальный праздник отмечается ежегодно в последнее воскресенье мая.

## Узоры ковра
Классический туркменский ковёр имеет тёмно-красный (а также коричневый и синий) цвет и геометрический орнамент. Чёрный цвет — это обыкновенно цвет линий, которыми один орнамент отделяется от другого. К повторяющимся элементам относится «гёль» — восьмиугольная фигура, также присутствуют кресты, ступенчатые пирамиды и зигзаги, а также стилизованные изображения животных (бараны, верблюды, лошади). При создании ковров, туркменские ковровщицы, не имея эскиза будущего ковра, очень точно выстраивают разнообразные правильные фигуры на общем поле ковра или на бордюрах, при этом наряду с традиционными орнаментами, ковровщицы добавляют дополнительные комбинации узоров.

### Образы птиц на коврах
Изображения птиц представляют собой один из наиболее распространенных зооморфных мотивов в традиционном искусстве Средней Азии, занимая доминирующее положение в туркменском ковровом бестиарии. Комплексный анализ птичьих образов на туркменских коврах XVI–XIX веков требует их сопоставления с более ранними изображениями, выявленными на археологических памятниках Туркменистана, для понимания истоков и эволюции сюжетов, иконографии и семантики.
Истоки птичьих сюжетов в искусстве Туркменистана прослеживаются с эпохи энеолита и ранней бронзы, когда на керамике появляются обобщенные профильные изображения дроф и водоплавающих птиц («уточек»), предположительно связанных с магией плодородия и охраны. В эпоху бронзы, особенно в памятниках Бактрийско-Маргианского археологического комплекса (БМАК), наряду с существующими мотивами появляются изображения хищных птиц (орлов, ястребиных), часто на печатях, что свидетельствует о социальной иерархизации и использовании этих образов как знаков власти и статуса; также фиксируются первые изображения петухов. Позднее, с миграцией сакских племен и в раннесредневековый период на согдийских тканях, традиция изображения птиц (лебедей, грифонов, фазанов, павлинов) продолжается и развивается, создавая основу для последующего использования этих мотивов в туркменском ковроделии.
В туркменских коврах и ковровых изделиях XVI–XIX веков птичьи образы проявляются в разнообразных формах: парциальных (элементы в медальонах-гёль племён Салорской и Чоудорской конфедераций, племени имрели (игл-гёли), выступающих как племенные эмблемы; мотивы лап или крыльев на полосах-иолам; стилизованные головки куш на занавесях энси и в декоре элем; каймовый орнамент тавус) и полнофигурных (одомашненные водоплавающие, дрофы на попонах асмалдык текинцев, летящие гуси на мешках торба, хищные птицы, включая двуглавых орлов, на энси салоров и асмалдыках арабачи, мифологическая птица Сенмурв/Сымург на мешках мафрач). Сохраняется выявленная на археологических материалах закономерность: профильные изображения водоплавающих и куриных ассоциируются с символикой плодородия и достатка, тогда как изображения хищных птиц анфас, особенно двуглавых, понимаются как показатели статуса, власти или племенной принадлежности. Разнообразие иконографии и семантики указывает на сложную историю становления этих мотивов, включающую как местные традиции, так и внешние влияния.

## «Туркменхалы» (Министерство ковра)
Государственная акционерная корпорация «Туркменхалы» является основным поставщиком на мировой рынок туркменских чистошерстяных ворсовых ковров ручной выработки из Туркменистана. Основными видами деятельности корпорации являются производство и реализация туркменских ковров и ковровых изделий, сохранение традиций ручного ковроделия, восстановление старинных ковровых орнаментов и изделий.

## Туркменские ковры в музеях

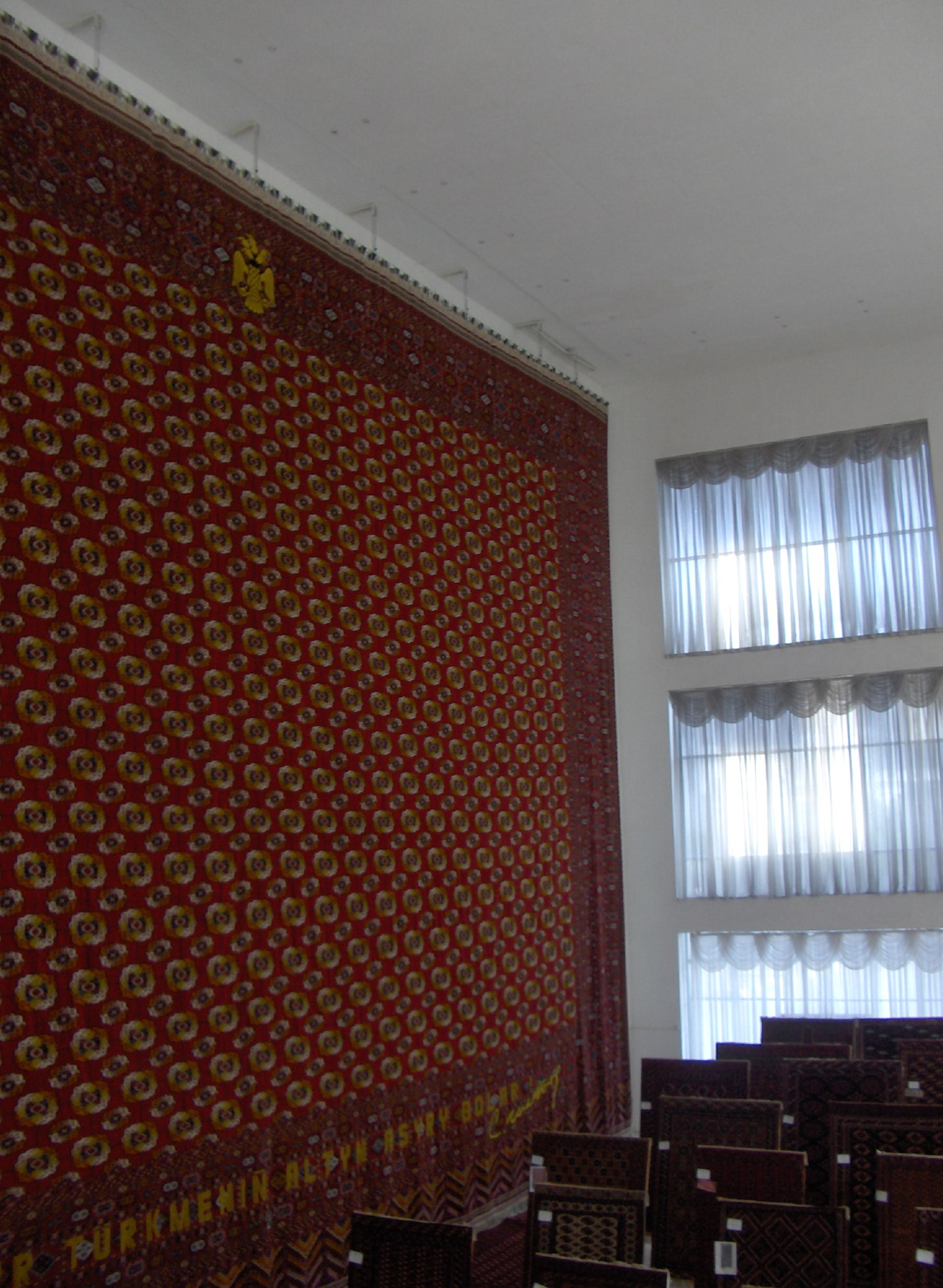
Самый большой ковёр в мире

Старинные образцы туркменских ковров хранятся в музеях, выставочных залах и галереях Великобритании, ФРГ, Франции, Италии, Испании, Австрии, Швейцарии, США, Ирана, Турции, Египта и других стран мира.
В целях возрождения, сохранения и творческого развития традиций туркменского ковроткачества, Постановлением президента Туркменистана от 20 марта 1993 года в городе Ашхабаде создан Музей туркменского ковра. Музей ковра является одним из культурных центров Туркменистана, в котором выставлено около 2000 ковровых экспонатов, в том числе редких. Например, в музее имеется самое маленькое ковровое изделие, предназначенное для ношения ключей. В музее проводят реставрации старинных ковров, что является сложной задачей — квадратный метр некоторых искусно сотканных старых экземпляров содержит до 1 350 000 узелков. Фонд музея постоянно пополняется, его сотрудники ведут поиск и сбор старых ковров. Новое здания Национального музея туркменского ковра, занимает в общем площадь 5089 м². В стенах музея проходят международные научные форумы и конференции.

## Туркменские ковры в кинематографе
Туркменские ковры показаны как часть интерьера в целом ряде известных фильмов и сериалов, вот их неполный список:
- Крестный отец-2 (США);
- Далеко-далеко (США);
- В Дурмане (Великобритания);
- Ты у меня одна (Россия);
- Тест на беременность (Россия);

## Международное признание
12 декабря 2019 года, в ходе 14-го заседания Межправительственного комитета по охране нематериального культурного наследия Организации ООН по образованию, науке и культуре, состоявшегося в столице Колумбии, городе Богота, туркменское национальное искусство ковроделия было внесено в Список нематериального культурного наследия человечества ЮНЕСКО.

## Флаг и герб Туркменистана
На вертикальной полосе туркменского флага помещены пять главных гёлей знаменитых туркменских ковров. Эти фигуры располагаются в ряд составляя узор. Второстепенные фигуры имеют расположение по краям. Гёли отражают национальное единство Туркменистана.
На кольцевой полосе красного круга государственного герба Туркменистана изображены по ходу часовой стрелки пять основных ковровых гёлей: ахалтеке, салыр, эрсары, човдур, йомут, которые символизируют дружбу и сплоченность туркменского народа.
|                    |                    |                                | -->                            |
| Флаг Туркменистана | Герб Туркменистана | Герб Туркменистана (1992—2000) | Герб Туркменистана (2000—2003) |

## Известные личности на туркменских коврах

Известные личности
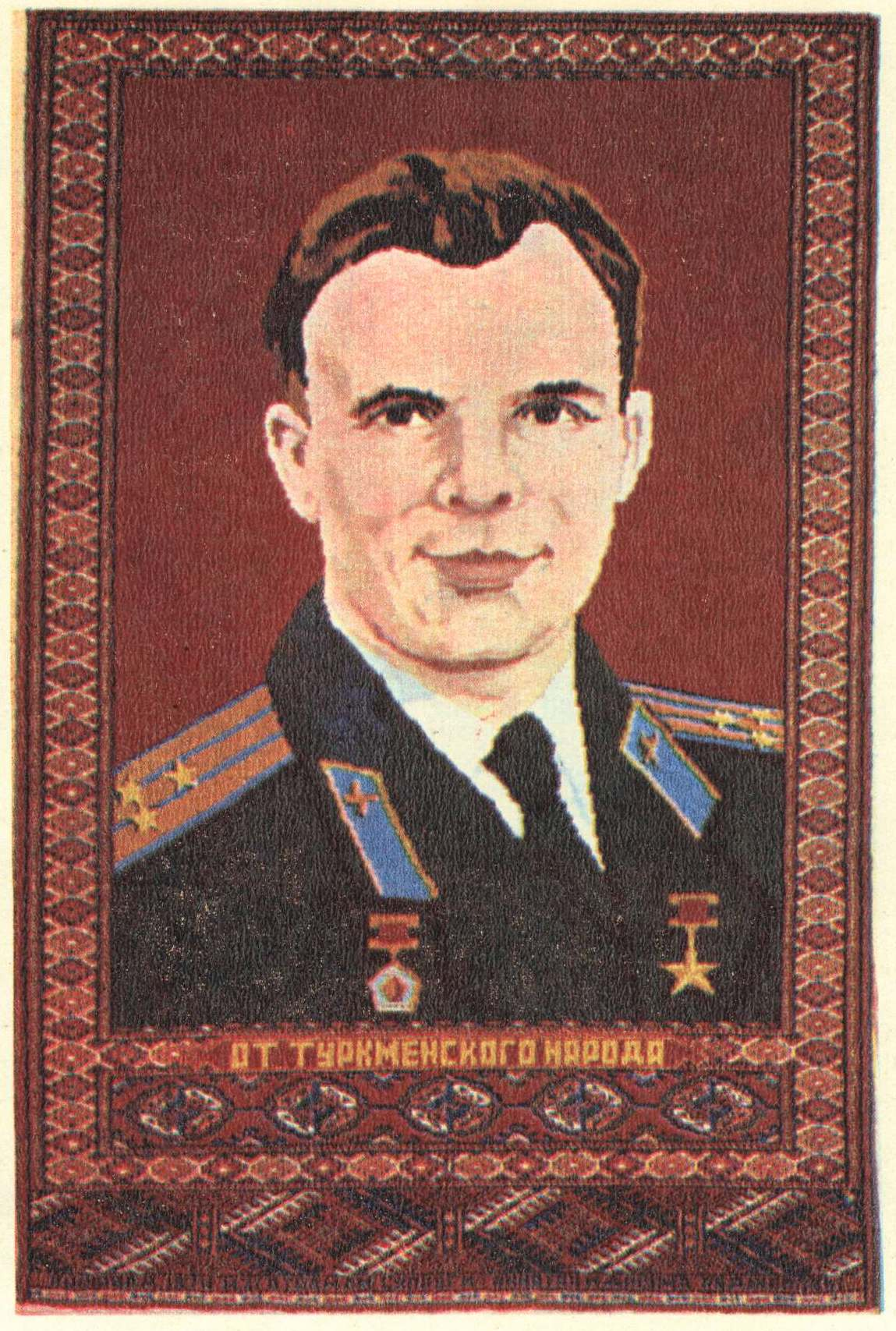
Ковёр с изображением космонавта Юрия Гагарина
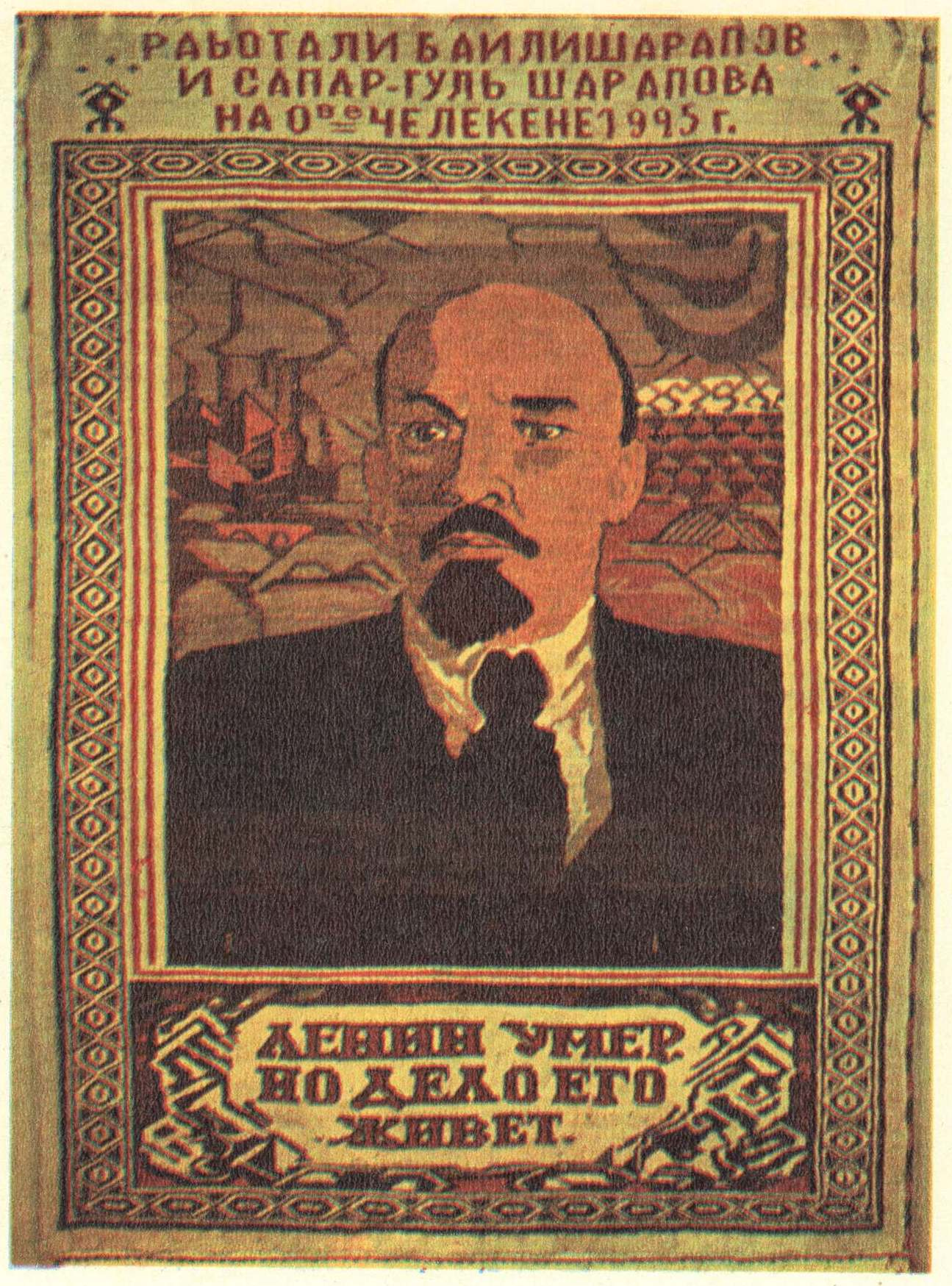
Туркменский ковёр-портрет Владимира Ильича Ленина. 1925 год.